# Kazimierz Lach
Kazimierz Lach (ur. 27 lutego 1886 w Strzelczyskach, zm. 5 kwietnia 1941 w KL Dachau) – polski prezbiter katolicki, kapłan diecezjalny diecezji przemyskiej, ofiara niemieckiego terroru w okresie II wojny światowej, Sługa Boży, męczennik.

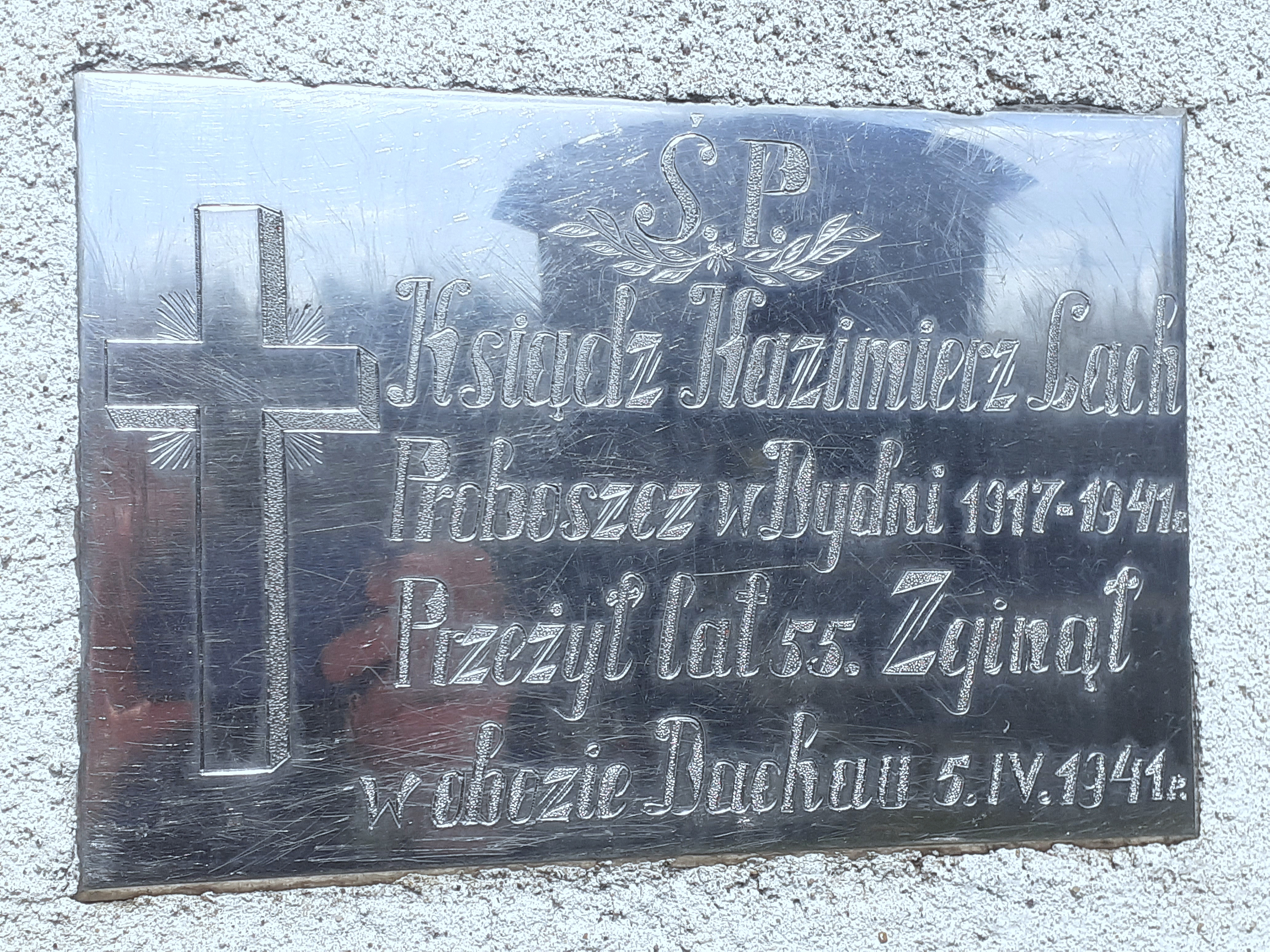
Tabliczka upamiętniająca na kaplicy Dydyńskich w Dydni

## Życiorys
Sakrament święceń kapłańskich z rąk biskupa Józefa Sebastiana Pelczara otrzymał 29 czerwca 1911. Został skierowany do Sokołowa, a potem do Brzozowa, gdzie pełnił obowiązki wikariusza. Po otrzymaniu nominacji na stanowisko proboszcza parafii św. Michała Archanioła i św. Anny przeniósł się do Dydni. Przez dwadzieścia trzy lata posługi kapłańskiej wykazywał się pobożnością, filantropią, gorliwością i bezinteresownością.
Po wybuchu II wojny światowej kontynuował realizację powołania jako duszpasterz parafialny. 8 sierpnia 1940 został zadenuncjowany przez Ukraińca i aresztowany przez Gestapo pod zarzutem tworzenia organizacji niepodległościowej w okupowanej przez Niemców Polsce. Uwięziony w więzieniu w Sanoku od 31 lipca do 9 września 1940, przebywał następnie w tarnowskim więzieniu, a 8 października przetransportowany został do niemieckiego obozu koncentracyjnego Auschwitz i oznakowany numerem 5722, stamtąd 12 grudnia do KL Dachau, gdzie zarejestrowano go pod numerem 22227. Zmarł 5 kwietnia 1941 na skutek wycieńczenia i głodu.
Tabliczka z symboliczną inskrypcją upamiętniającą ks. Kazimierza Lachazostała umieszczona na tylnej ścianie kaplicy grobowej rodziny Dydyńskich na cmentarzu w Dydni, gdzie złożono też prochy z obozu w Dachau.
Został jednym z 122 Sług Bożych, wobec których 17 września 2003 rozpoczął się proces beatyfikacyjny drugiej grupy polskich męczenników z okresu II wojny światowej.